# Nižnjaja Tura
Nižnjaja Tura è una città della Russia siberiana estremo occidentale (Oblast' di Sverdlovsk), situata sulla sponda sinistra del fiume Tura, 306 km a nord del capoluogo Ekaterinburg; dal punto di vista amministrativo dipende direttamente dalla Oblast'.

## Storia
La cittadina venne fondata nel 1754 annessa ad una grande stabilimento siderurgico; nel sito dove sorge ora la città fu trovato un santuario dei Mansi.
La città si sviluppò successivamente come centro minerario: nel 1824 furono scoperti nei dintorni (sui monti Is, Vyja, Tura) grandi giacimenti di oro e platino; in quel periodo, le miniere di Isovskie aperte per lo sfruttamento di questi giacimenti producevano più della metà di oro e platino degli Urali attirando così numerosi abitanti.
Dal 1852 al 1862 funzionò anche una fabbrica di armi. In seguito, per qualche anno, furono qui esiliati diversi prigionieri politici.
Nel 1906 fu aperta al traffico una ferrovia che univa la cittadina alla più importante città di Serov.
Nižnjaja Tura ricevette lo status di città nel 1949.

## Società

### Evoluzione demografica
Fonte: mojgorod.ru
- 1959: 18.800
- 1979: 22.900
- 1989: 26.300
- 2007: 22.900